# Joel Locher
Joel Locher (* 28. Juli 1982 in Stuttgart) ist ein schweizerisch-deutscher Jazzmusiker (Kontrabass).

## Leben und Wirken
Locher stammt aus einer Musikerfamilie; seine Mutter ist Opernsängerin, der Vater klassischer Kontrabassist. Er erhielt mit fünf Jahren Klavier- und Cellounterricht und mit zwölf Jahren Trompetenunterricht. Im Jahr 1994 bekam er den ersten Kontrabassunterricht bei seinem Vater. Bereits mit zehn Jahren begann er sich auch für Jazz zu interessieren, verfolgte aber weiter die klassische Laufbahn. Es folgten verschiedene Preise bei Jugend Musiziert. Bei Ulrich Lau an der Hochschule für Musik und Darstellende Kunst Stuttgart studierte er klassischen Kontrabass. Von 1998 bis 2001 war Joel Locher Solokontrabassist im Stuttgarter Jugendkammerorchester und 2001 und 2002 Mitglied des Festivalorchesters der Internationalen Bachakademie Stuttgart. 2004 bis 2005 war er Praktikant bei den Stuttgarter Philharmonikern.
Bereits während des Studiums beschäftigte Locher sich zunehmend mit Jazz und wurde zunächst Mitglied der Gruppe von Wawau Adler, mit dem er mehrfach tourte und seit 2006 mehrere Alben eingespielt hat. Auch war er Teil des Trios von Olivia Trummer. Seit 2010 gehört er weiterhin dem Gismo Graf Trio an. Auch spielt er im Quartett von Frank Kuruc und dem Quintett von Robert Giegling. Mehrfach war er mit Funka Nova um Pee Wee Ellis und Peter Fessler auf Tournee. 2018 erschien sein Debütalbum unter eigenem Namen. Weiterhin ist er auf Produktionen von Pur, Gee Hye Lee, Sandro Roy, Frank Heinz und Portosol zu hören.

## Diskografie (Auswahl)
- Olivia Trummer Trio Nach Norden (Neuklang 2006, mit Marcel Gustke sowie Libor Sima)
- Wawau Adler Back to the Roots (Satin Doll Productions 2006)
- Olivia Trummer Trio Westwind (Neuklang 2008, Bestenliste 3. Quartals 2008 beim Preis der Deutschen Schallplattenkritik, mit Bodek Janke, sowie Matthias Schriefl)
- Wawau Adler Here’s to Django (minor music 2010, mit Mano Guttenberger, Katarzyna Krzyminska)
- Frank Kuruc Quartett Still (HGBS 2015, mit Gee Hye Lee, Torsten Krill)
- Intensity of Bass (GLM 2018 mit in unterschiedlichen Besetzungen u. a. Gee Hye Lee, Pee Wee Ellis, Sandro Roy, Jermaine Landsberger, Frank Kuruc, Gismo Graf, Joschi Graf, Wawau Adler, Guido May, Felix Schrack)
- Petrescu / Locher / Riel Live at Jazzhus Montmartre Copenhagen (Edition Collage 2022)[3]
- Patrick Manzecchi Tenderly (Tonsee Records 2024, mit Scott Hamilton, André Weiss)